# Ratchet & Clank (spel, 2016)
Ratchet & Clank är ett tredimensionellt plattformsspel utvecklat av Insomniac Games som utgavs av Sony Computer Entertainment endast för plattformen Playstation 4 (PS4). Det är en remake av det första spelet i Ratchet & Clank-serien, baserat på filmen med samma namn. Spelet var ursprungligen planerat att släppas 2015, men försenades tillsammans med filmen och släpptes i april 2016, för att marknadsföra filmen bättre och för att spelet skulle få mer tid att finslipas.